# Catacumbas de Santa Inés
Las catacumbas de Santa Inés son uno de los cementerios de las catacumbas de Roma. Están ubicadas en la segunda milla de la vía Nomentana, dentro del complejo monumental de la Basílica de Santa Inés Extramuros, en el Quartiere Trieste.

## Toponimia
La denominación de las catacumbas proviene del nombre de Santa Inés, única mártir enterrada en este cementerio la cual es mencionada en los documentos antiguos. La fecha de su martirio es incierta, aunque puede datarse durante una de las persecuciones contra los cristianos acaecidas en los siglos III y IV y, particularmente, bajo los mandatos de Decio (249-251), Valeriano (257-260) o Diocleciano (303-305).
El testimonio literario más antiguo es el Calendario de Filócalo (primera mitad del siglo IV): en él figura que su dies natalis (día de su nacimiento en el cielo, es decir, la fecha de su muerte) fue el 21 de enero y que su cuerpo fue enterrado en el cementerio de la vía Nomentana, que en el documento se le dedica a ella. Esta información está confirmada por el poema del papa Dámaso I (366-384), grabado en una placa de mármol por su calígrafo Furio Dionisio Filócalo (esta placa, reutilizada como losa y descubierta por casualidad, se halla actualmente en el nártex de la Basílica de Santa Inés Extramuros). Otros testimonios sobre la vida de Santa Inés se encuentran recogidos en los escritos de algunos Padres de la Iglesia: De virginibus y el himno Agnes beatae virginis, de San Ambrosio de Milán; y el Liber Peristephanon de Prudencio. La Passio sanctae Agnetis, la cual bebe de testimonios previos y tiene propósitos doctológicos y hagiográficos, fue redactada en el siglo V.

## Historia
Santa Inés fue enterrada en un hipogeo preexistente el cual, según fuentes antiguas, era propiedad de la familia de la mártir y se hallaba cerca de una propiedad imperial. Las fuentes epigráficas y el tipo de sepultura permiten dilucidar que el cementerio está fechado en la segunda mitad del siglo III y que el mismo se corresponde con la región I de todo el complejo subterráneo. Sobre estas catacumbas fue erigido un edículo en memoria de la santa durante el papado de Liberio (352-366); el papa Símaco (498-514) lo convertiría posteriormente en una basílica, la cual evolucionaría hasta el actual templo gracias al papa Honorio I en la primera mitad del siglo VII (la construcción de la basílica durante el papado de Honorio I implicó la destrucción de parte de las catacumbas subyacentes).
Durante el siglo IV el núcleo original del enterramiento se expandió, dando lugar a otras tres regiones. En particular, el terreno ubicado sobre la región IV fue expropiado por el emperador Constantino I, quien levantó la primera basílica dedicada a Santa Inés (actualmente en ruinas) así como el mausoleo de Santa Constanza, donde fueron sepultadas las hijas del emperador, Constantina y Helena. Unas excavaciones llevadas a cabo en la década de 1970 sacaron a la luz que el terreno emplazado sobre la región IV estuvo ocupado por una necrópolis pagana fechada a mediados del siglo II la cual resultó destruida durante la edificación de la basílica de Constantino. Esto mismo ocurrió en la Colina Vaticana, cuando, con el fin de construir la antigua Basílica de San Pedro, el emperador ordenó la destrucción de la necrópolis.
Todo el complejo de las catacumbas acabó siendo abandonado y olvidado. Su redescubrimiento y exploración se produjo a comienzos del siglo XVI gracias al fraile dominico Onofrio Panvinio; posteriormente sería estudiado por Antonio Bosio en su Roma sotterranea (1632), si bien en esta obra mezcló las catacumbas de Santa Inés con el cercano Coemeterium maius (gran catacumba). Durante el siglo XVIII las catacumbas de Santa Inés (y en particular la región II) resultaron seriamente dañadas por exploradores en busca de tesoros y reliquias. A instancias de Giovanni Battista de Rossi, en la segunda mitad del siglo XIX Mariano Armellini realizó una serie de excavaciones en el hipogeo, recuperando algunas partes en buen estado de conservación, mientras que a principios del siglo XX el sacerdote Augusto Bacci, por orden del cardenal titular de la basílica, llevó a cabo algunas excavaciones las cuales resultaron fundamentales para la restauración histórica y topográfica de la memoria de Santa Inés y de la región I. Finalmente, en el periodo 1971-1972 el sacerdote Umberto Maria Fasola estudió la región IV, lo que permitió conocer a fondo la historia de las catacumbas.

## Topografía y descripción
Las catacumbas de Santa Inés se alzan en tres niveles y están divididas en cuatro regiones. No poseen ninguna pintura significativa aunque sí albergan numerosos testimonios epigráficos:
- Región I: es la más antigua de todas y data del siglo III (época preconstantina). Está situada bajo la actual vía de Santa Inés, a la izquierda de la basílica.
- Región II: su expansión empezó en el siglo IV y sufrió, más que ninguna otra región, la caza de reliquias.
- Región III: fechada también en el siglo IV, es la más ancha de todo el complejo del hipogeo. Se extiende principalmente bajo el monasterio perteneciente a la basílica y la vía Nomentana. En el pasado estuvo ligada al cercano Coemeterium maius. Armellini, el primero en explorar la región, la encontró sustancialmente intacta, sepultada bajo una capa de limo que la mantuvo a salvo de los cazatesoros (muchos de los objetos hallados en esta región se conservan a día de hoy en los Museos Vaticanos).
- Región IV: Se halla emplazada entre la actual basílica y las ruinas del templo de Constantino; se expandió tras la construcción de la basílica del emperador mediante la destrucción de la necrópolis pagana situada sobre las catacumbas. Numerosas placas con inscripciones procedentes del cementerio pagano fueron empleadas para construir peldaños que permitiesen el acceso a la región IV, motivo por el que aún se conservan. Esta zona contiene la inscripción más antigua de todas las presentes en las catacumbas de Santa Inés: data de 314 y se trata del epitafio de un hombre llamado Sisinio.